# Jacaena
Jacaena là một chi nhện trong họ Liocranidae.